# LARM-dagarna
LARM-dagarna – LinTek:s arbetsmarknadsdagar – är den största arbetsmarknadsmässan vid Linköpings universitet och en av de största i Sverige. LARM riktar sig till universitets cirka 9 000 teknologstudenter, vilket innefattar blivande civilingenjörer, högskoleingenjörer, grafiska designers, naturvetare och matematiker. Sedan mässan startade har LARM gett hundratals företag och tusentals teknologstudenter möjligheten att träffas, umgås och knyta kontakter för framtiden.
Linköpings universitets olika lokaler anpassas under dagarna med mässan i fokus. LARM arrangeras av Linköpings teknologers studentkår, LinTek, med hjälp av en heltidsarvoderad projektledare, en ideellt engagerad projektgrupp om 39 teknologer, och därtill ca 260 värdar. LARM har historiskt avslutats med en större bankett på Linköping Konsert och Kongress.
LARM arrangeras för 38:e året i rad på Campus Valla i Linköping år 2019 och besöks årligen av drygt 150 utställare från framförallt industri-, it-, bank- och konsultföretag, samt kommuner och branschorganisationer.